# Contea di St. Clair (Missouri)
La contea di St. Clair in inglese St. Clair County è una contea dello Stato del Missouri, negli Stati Uniti. La popolazione al censimento del 2000 era di 9 652 abitanti. Il capoluogo di contea è Osceola.